# Espace urbain d'Agde
Cet article court présente un sujet plus développé dans : Espace urbain.
L’espace urbain d'Agde était un espace urbain centré sur la ville d'Agde, dans le département de l'Hérault. C'était en 1999 le 76e des 96 espaces urbains français par la population, il comportait alors une seule commune.
L'INSEE a remplacé ce zonage en 2010 par l'aire urbaine d'Agde comprenant la même commune puis en 2020 par l'aire d'attraction d'Agde comprenant six communes. 